# سیلاونگو
سیلاونگو (به ایتالیایی: Sillavengo) یک کومونه در ایتالیا است که در استان نووارا واقع شده‌است. سیلاونگو ۹٫۵ کیلومتر مربع مساحت و ۵۷۹ نفر جمعیت دارد.